# Lomandroideae
Lomandroideae (antes Laxmanniaceae) es una subfamilia de la familia Asparagaceae que aparece sobre todo en Australia y zonas próximas del hemisferio sur.

## Descripción
Poseen tépalos persistentes en el fruto, nectarios infraloculares en los septos de los ovarios, y semillas redondeadas a angulares. La subfamilia puede ser dividida en 3 grupos con caracteres distintivos: el grupo Lomandra, el grupo Cordyline y el grupo Laxmannia. La familia fue reconocida por sistemas de clasificación modernos como el sistema de clasificación APG III (2009) y el APWeb (2001 en adelante), y ya había sido reconocida por el APG II que dejaba como opción excluirla de un Asparagaceae sensu stricto como la familia Laxmanniaceae (ver Asparagales para una discusión sobre estos clados).
El género más conocido es Cordyline.

## Filogenia

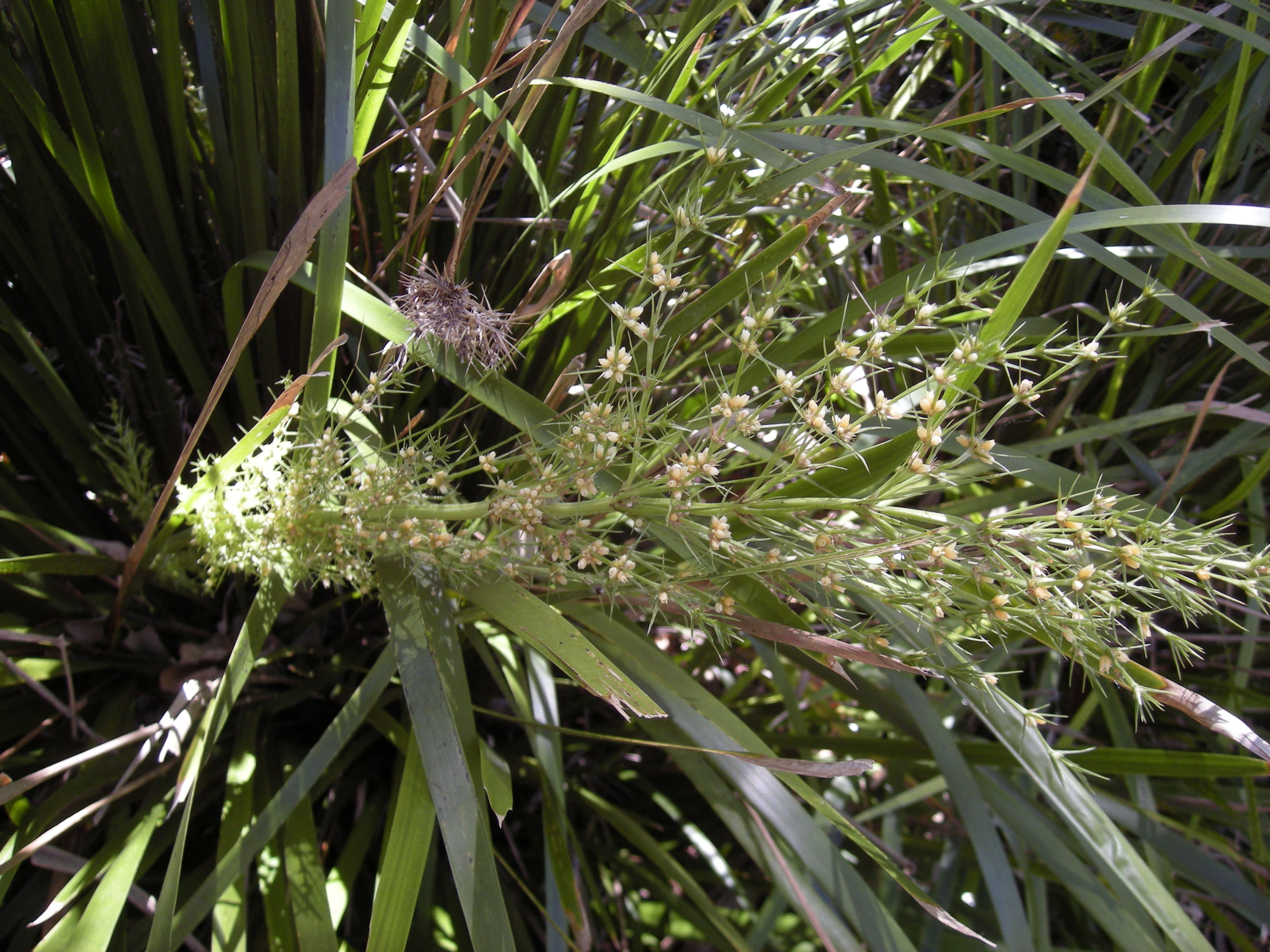
Hábito e inflorescencia de Lomandra

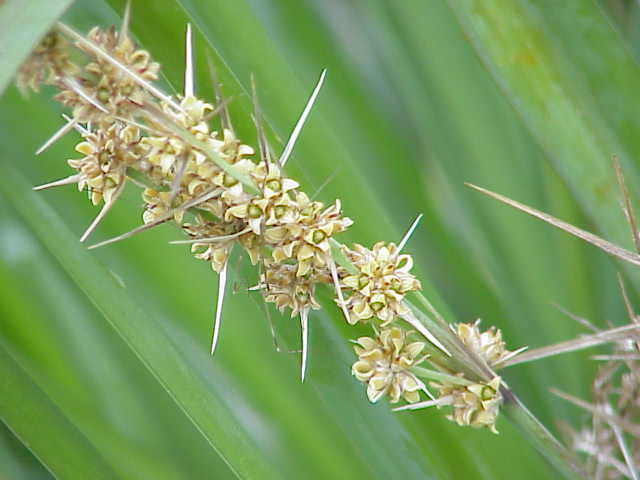
Detalle de la inflorescencia de Lomandra filiformis

Esta familia pertenece al clado Asparagaceae sensu lato, discutido en Asparagales.
Las subfamilias Lomandroideae (Laxmanniaceae) + Asparagoideae (Asparagaceae) + Nolinoideae (Ruscaceae) pueden formar un clado, y comparten las saponinas esteroideas, los pedicelos articulados, el fruto que es una cápsula, el endosperma helobial, de paredes gruesas, con puntuaciones, hemicelulósico. Hay apoyo moderado para este clado en el árbol de 4 genes del cloroplasto de Fay et al. (2000).

## Taxonomía
La subfamilia fue reconocida por el APG III (2009). La subfamilia ya había sido reconocida por el APG II (2003), si bien dejaba como opción excluirla de un Asparagaceae sensu stricto como la familia Laxmanniaceae.
La lista de géneros:
- Acanthocarpus Lehm.
- Arthropodium R.Br. (incl.: Dichopogon Kunth)
- Baxteria R.Br. ex Hook.
- Chamaescilla F.Muell. ex Benth.
- Chamaexeros Benth.
- Cordyline Comm. ex R.Br. (incl.: Cohnia Kunth)
- Eustrephus R.Br.
- Laxmannia R.Br. (incl.: Bartlingia F.Muell.)
- Lomandra Labill. (incl.: Xerotes R. Brown)
- Murchisonia Brittan
- Romnalda P.F.Stevens
- Sowerbaea Sm.
- Stypandra R. Br.
- Thysanotus R.Br.
- Trichopetalum Lindl.
- Xerolirion A.S.George

El sinónimo, según el APWeb  (visitado en enero del 2009) es Lomandraceae.